# Tunnel de Revin
Le tunnel de Revin est un tunnel-canal aménagé sur le canal de l'Est (branche Nord), permettant de couper la boucle de la Meuse à Revin, dans les Ardennes.

## Description
Ce tunnel est situé dans un virage à l'intérieur d'un méandre de la Meuse entre l’écluse 50 de Revin et l’écluse 19 d’Orzy. Le tunnel fait 224 mètres de long, 6,15 mètres de large et 3,60 mètres de haut.
Il est l'un des trois tunnels sur les 272 kilomètres de voies navigables de cette partie du canal de l’Est (appelée Canal de la Meuse) entre Troussey et Givet.
Les autres tunnels sont situés à Kœur-la-Petite et Ham-sur-Meuse.

## Historique
Le canal et les tunnels ont été construits entre 1874 et 1882.
Un éboulement a été constaté en février 2012 : 

« La navigation a été interrompue à partir du 28 février 2012 en raison de la chute de blocs de roche de 6 à 9 m3 due à la période de gel et de dégel du mois de février dernier. »

— Marc Papinutti, Directeur général de Voies navigables de France
.
À la suite de cet incident, des travaux de réparation et consolidation ont été effectués et le tunnel a été rouvert en avril 2012.
Le tunnel est emprunté par la voie verte Trans-Ardennes.